# Холодильник проти телебачення
У російських політичних жартах вирази «битва холодильника проти телебачення» (битва холодильника с телевизором), «холодильник і телевізор» та ін. стосуються відносного впливу реальних умов життя («що в холодильнику») та державної пропаганди («що по телевізору») на думку рядового населення Російської Федерації. 
Здається, що телевізор перемагає. Наприклад, якщо в опитуваннях 2015 року більшість погодилася, що Росія перебуває в кризі, провину зазвичай покладали на Захід, а не на уряд. Ситуація почала змінюватися навколо російських протестів 2021 року.
Але саме існування жарту свідчить про те, що хват державної пропаганди ще неповний.